# Diretas Já!
Diretas Já! é o título do livro do escritor e cartunista brasileiro Henfil, publicado pela editora Record em 1984.

## Henfil na política
Vivia o Brasil o difícil processo de redemocratização, chamado pelo regime ditatorial vigente desde 1964 de "Abertura". Aos poucos o país vinha assistindo ao ressurgimento dos partidos políticos, exilados retornavam à pátria, e o povo via sua classe política clamando pelo direito de escolha pelo voto do Presidente da República.
Henfil foi um dos mais ardorosos defensores das liberdades democráticas, escrevendo em jornais pequenos manifestos, a maioria numa coluna intitulada "Cartas à mãe" - onde falava do país como se estivesse conversando com a D. Maria, sua genitora.
Homem de esquerda, participara da fundação do PT.

## O livro
Mescla de charges e textos curtos, Diretas Já! começa já na capa rendendo homenagens à figura de Teotônio Vilela - político nordestino, senhor de engenho e representante das oligarquias que, ao descobrir-se portador de câncer, abandonou as hostes que apoiavam a direita política e passou a defender, também ele, a redemocratização.
Com refinada ironia, Henfil trata da defesa desse ideal democrático com humor, atingindo principalmente as figuras centrais da política brasileira.

### PÔ
PÔ seria o Partido da Oposição. Formado pelas siglas que então tinham sido criadas (algumas persistiram - PTB, PT, PMDB, PCB, PCdoB, MEP, AP e MR-8), o PÔ teria como objetivo a defesa intransigente dos ideais golpe de Estado no Brasil em 1964.
Isto porque o partido do governo, o PDS, já extinto, trazia em seu programa idéias próprias da esquerda: reforma agrária, Assembléia Constituinte, defesa dos direitos humanos, etc.

### Poemas e flores
Num dos capítulos Henfil transcreve um poema, que informa haver recebido em Jundiaí de um dos "puros" (filiados ao PT, segundo o autor), um poema que dizia: "Se não houver frutos, valeu a beleza das flores... se não houver flores, valeu a sombra das folhas... se não houver folhas, valeu a intenção da semente". Erroneamente, a autoria desses versos lhe vem sendo atribuída...
Mas as flores ressurgem noutro poema, que Henfil transcreve, desta feita apontando a autoria a Eduardo Alves da Costa: "Na primeira noite eles se aproximam / e roubam uma flor/ do nosso jardim./ E não dizemos nada..."
Ele está se recordando dos tempos difíceis onde a ditatura perseguia seus opositores de forma violenta. Fala das bancas de revistas que eram explodidas, na calada da noite (curiosamente, em Salvador uma das bancas que sofreram este tipo de atentado chamava-se Graúna - uma homenagem a Henfil). Em plena redemocratização, denuncia a prisão arbitrária de jornalistas, e o silêncio da imprensa a respeito.

### A paranóia
Personagem típico desse momento histórico é Ubaldo, o paranóico. E uma grande parcela vivia um receio de expor suas idéias, de que a reforma promovida pelo regime era uma armadilha,Henfil brinca com este sentimento, expõe-se: a democracia não pode ter volta: "Adeus, Dops! Viva a imprensa! É preciso mudar!" DIRETAS JÁ!

### Denúncia
As ações do estado, motivadas por viés político, atingiam mesmo a interpretação das leis. Assim foi com a tentativa de expulsar do país, usando-se em 1982 a lei dos estrangeiros, o então presidente da UNE, por ter nascido na Espanha. Henfil conclui:
"A lei dos estrangeiros disparada contra a alma de Dom Paulo Evaristo Arns viaja 1982 anos! Expulso finalmente do Brasil o judeu Jesus Cristo!"

### Contemporaneidade
Muitas das passagens de "Diretas Já" somente serão compreendidas por um conhecimento específico do período histórico em que foi escrito. A característica imediatista dos escritos de Henfil não foi perdida ao transpor para um livro seus artigos dos jornais.
Um bom exemplo é o capítulo onde brinca com "Dom Reagan VI", que insiste em chamar de Pedro alguém que o New York Times chamara José, e que teima em dizer chamar-se João: O Presidente norte-americano Ronald Reagan, em visita ao Brasil, saudara a Bolívia, num jantar oferecido por João Figueiredo - o ditador, à época.